# La sangre tira
La sangre tira es una serie documental transmitido por TVN y donde chilenos y chilenas buscan sus orígenes como hijos y descendientes de inmigrantes. Consta con diez capítulos y es dirigida por Cristián Leighton y producida por Daniela Bunster y en cada uno de ello tiene como protagonista a un compatriota que decide buscar las raíces de su propia historia en el extranjero.
La serie, que ganó fondos del Consejo Nacional de Televisión el 2012, pretende conformar un paisaje de identidades y cruces que históricamente ha tenido Chile y que afecta al mismo tiempo a nuestra identidad más íntima, a nuestra realidad familiar y a nuestro imaginario social. 

## Descripción
10 capítulos donde chilenos y chilenas buscarán una parte vital de sus identidades. Cada capítulo estará dedicado a un protagonista que partirá al encuentro del lado más desconocido e inquietante de su "árbol familiar" y de sus raíces "distantes". Provenientes de distintos estratos sociales, económicos y culturales, los personajes son descendientes de algún sector de inmigrantes en Chile. Al inicio de cada capítulo, el personaje cuenta por qué quiere conocer su raíz migratoria y plantea el eje dramático más importante que moverá sus intereses. Al mismo tiempo cuenta los desafíos que tiene para poder hacerlo. Es decir, está decidido a vivir una aventura que le permita armar su historia como descendiente de inmigrantes en Chile. Así, el protagonista va en busca de sus familiares que están vivos y de aquellas historias que le ayuden a comprender y a descubrir su paisaje familiar.

## Episodios
| Capítulo | Título                                    | Emisión                 |
| --- | ----------------------------------------- | ----------------------- |
| 1 | «En busca de su árbol familiar palestino» | 8 de octubre de 2014    |
| En este capítulo de La Sangre Tira, conocemos la historia de Teresa Chomalí Kokaly, una mujer que forma parte de la más numerosa inmigración que ha tenido Chile en los últimos 100 años y que motivada por cumplir su gran sueño, viaja a Palestina en busca de sus ancestros.                                                                              |                                           |                         |
| 2 | «La casa familiar de los Tomicic»         | 15 de octubre de 2014   |
| En este capítulo de La Sangre Tira, conocemos la historia de Dániza Tomicic , una mujer que busca convertir en realidad el sueño frustrado de padre Juan: Seguir la ruta que la llevará a la casa familiar de los Tomicic en Croacia, específicamente en la Isla llamada Hvar.                                                                               |                                           |                         |
| 3 | «El encuentro con su pasado en Armenia»   | 22 de octubre de 2014   |
| Narine Simonian, de padres armenios que inmigraron a Chile en los noventa, viaja a Armenia para conocer a sus parientes. En el lugar buscará a su progenitor, quien volvió a Armenia después de divorciarse. |                                           |                         |
| 4 | «Saliendo del encierro al mundo»          | 29 de octubre de 2014   |
| Martin Matthusen nació en medio del encierro de Colonia Dignidad. Durante muchos años permaneció ajeno a sus raíces y la herencia de su familia, por lo que luego buscó reencontrarlas y mostrarle a su hijo todo lo que se puede vivir lejos del encierro.                                                                                                  |                                           |                         |
| 5 | «El último deseo familiar»                | 5 de noviembre de 2014  |
| Ignacio Arnold, viaja a Estados Unidos para cumplir una promesa: Cumplir el sueño de su abuelo y bisabuelo de descansar en la tierra donde nacieron. Ignacio viajará con los restos de sus antepasados (dos ánforas y una pequeña maleta) hasta Oklahoma, donde además de buscar el mejor lugar para sepultarlos, descubrirá un importante secreto familiar. |                                           |                         |
| 6 | «El regreso del clan familiar»            | 16 de noviembre de 2014 |
| Piankhy Mbape, es un chileno de origen camerunés que, sin conocimiento de sus raíces africanas, viaja al país de su padre después de 20 años. Sus deseos son recuperar la otra mitad de su historia y poner a prueba la sangre en común con su progenitor, ya que Phianky será recibido por al clan familiar de los Bonamouti.                               |                                           |                         |
| 7 | «La sangre latina de Hiroto»              | 23 de noviembre de 2014 |
| Hiroto vive en Japón y buscará conocer la inmensa familia que tiene en Chile donde viajará por primera vez, ahí conocerá el choque cultural y se emocionará al reencontrarse con su cariñosa abuela. |                                           |                         |
| 8 | «La dura vida en Panamá»                  | 30 de noviembre de 2014 |
| Rodolfo Morrison, destacado terapeuta ocupacional, nació en Chile y nunca conoció el país de su padre y aunque fue a Panamá cuando era niño, decide regresar al lugar para conseguir las respuestas a los enigmas familiares. |                                           |                         |
| 9 | «Parte de la historia de Chile»           | 7 de diciembre de 2014  |
| Su sangre tiene que ver con la historia propia de Chile, ya que sus antepasados fueron importantes elementos en la conformación de la república. |                                           |                         |
| 10 | «El viaje de Kaori»                       | 14 de diciembre de 2014 |
| Kaori con suerte habla japonés, pero sus raíces ligadas al campo del país oriental le harán ir al reencuentro de su familia. |                                           |                         |